# Китайская дубовая павлиноглазка
Кита́йская дубо́вая павлиногла́зка, или кита́йский дубо́вый шелкопря́д (лат. Antheraea pernyi) — бабочка семейства Павлиноглазки.

## Описание

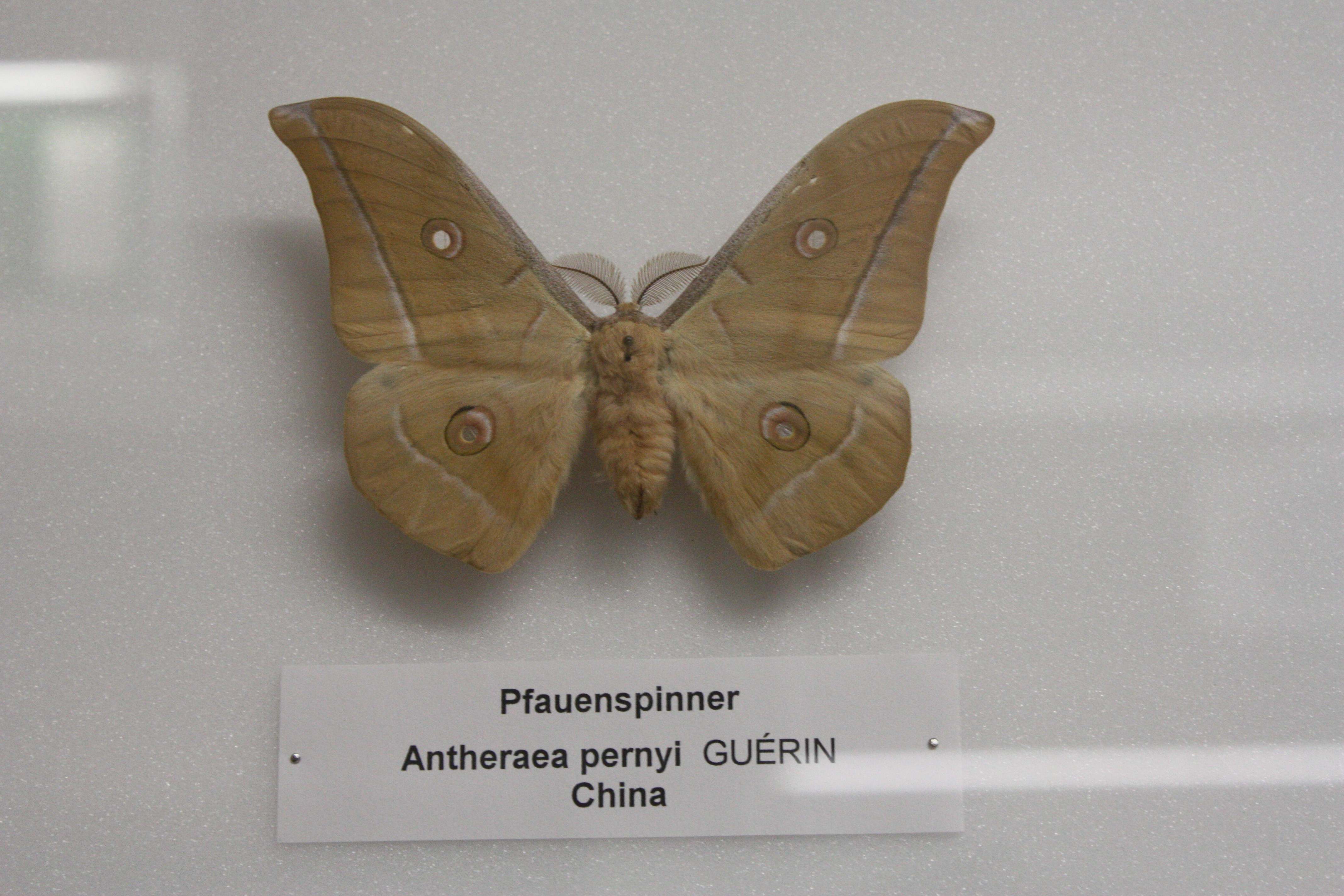
Самец

Длина переднего крыла 56 — 80 мм. Крупные бабочки с размахом крыльев 100—152 мм. Самка крупнее самца.
Тело и крылья густо опушены волосками. Основной цвет варьирует от жёлто-серого до красно-коричневого.
Посредине крыльев поперечные более тёмные, а на внешней части сиреневые полосы.
Округлые глазки на крыльях — прозрачные.

## Размножение
Гусеницы питаются листьями различных видов дуба (Quercus spp.), каштана, граба. Куколки зимуют в коконах.

## Ареал
Обитает в Китае, Корее и Японии. На территории России в диком состоянии НЕ встречается! Все старые указания основаны на ошибочных определениях. Акклиматизирована в юго-восточной Испании и на острове Мальорка.

## Местообитания и время лёта
Широколиственные леса. Вид оседлый. В год даёт 2 поколения. Бабочки летают в мае — июне и в июле—сентябре. Имаго не питаются. Днём взрослые особи малоактивны, спящих бабочек можно собирать руками.

## Экономическое значение
Используются в шелководстве. Впервые дубового шелкопряда стали разводить более 250 лет назад в Китае. Из его коконов получают шёлк, который идет на изготовление чесучи. Получаемая из кокона нить толстая, высокопрочная, обладает хорошей пышностью.
В СССР разводили с 1937 года по 1957 год. С 1940 года разведением дубового шелкопряда в плановом порядке начали заниматься в Чувашской АССР. Госплан Чувашской АССР ежегодно спускал районам и колхозам план выкормки шелкопряда и сдачи коконов государству. При колхозах развернулось строительство червоводен. В 1957 году в СССР стали производить искусственный шёлк, а производство натурального прекратили.

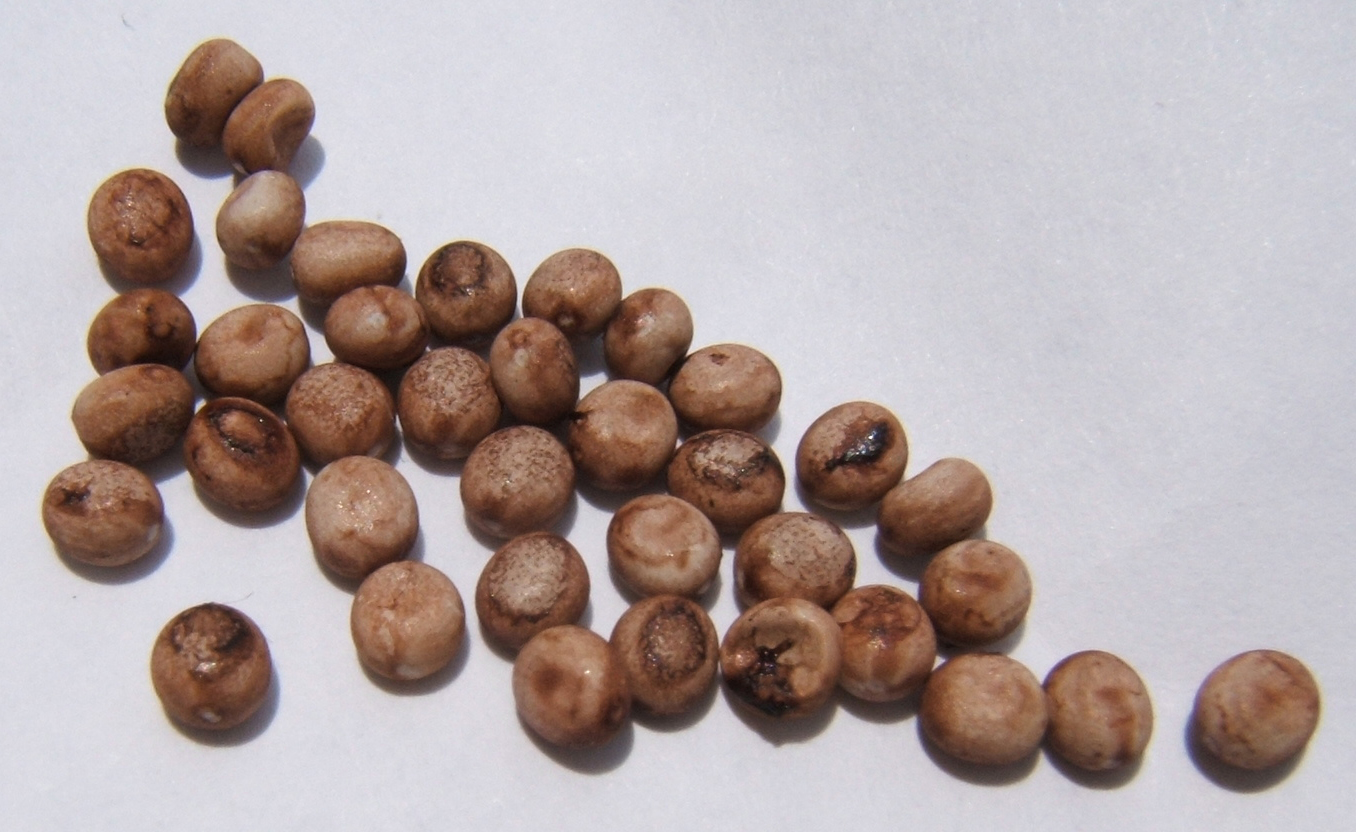
Яйца
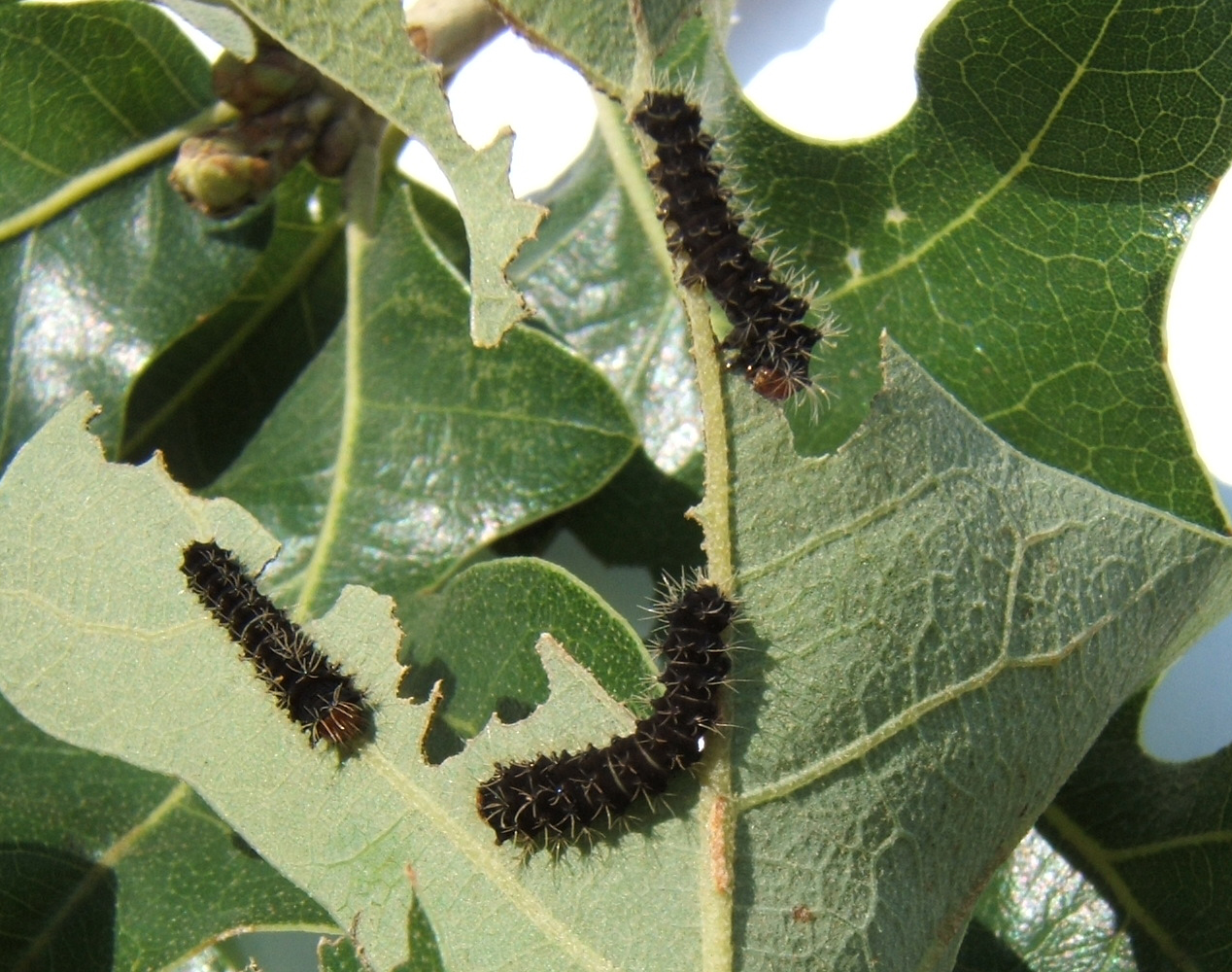
Гусеница первого возраста
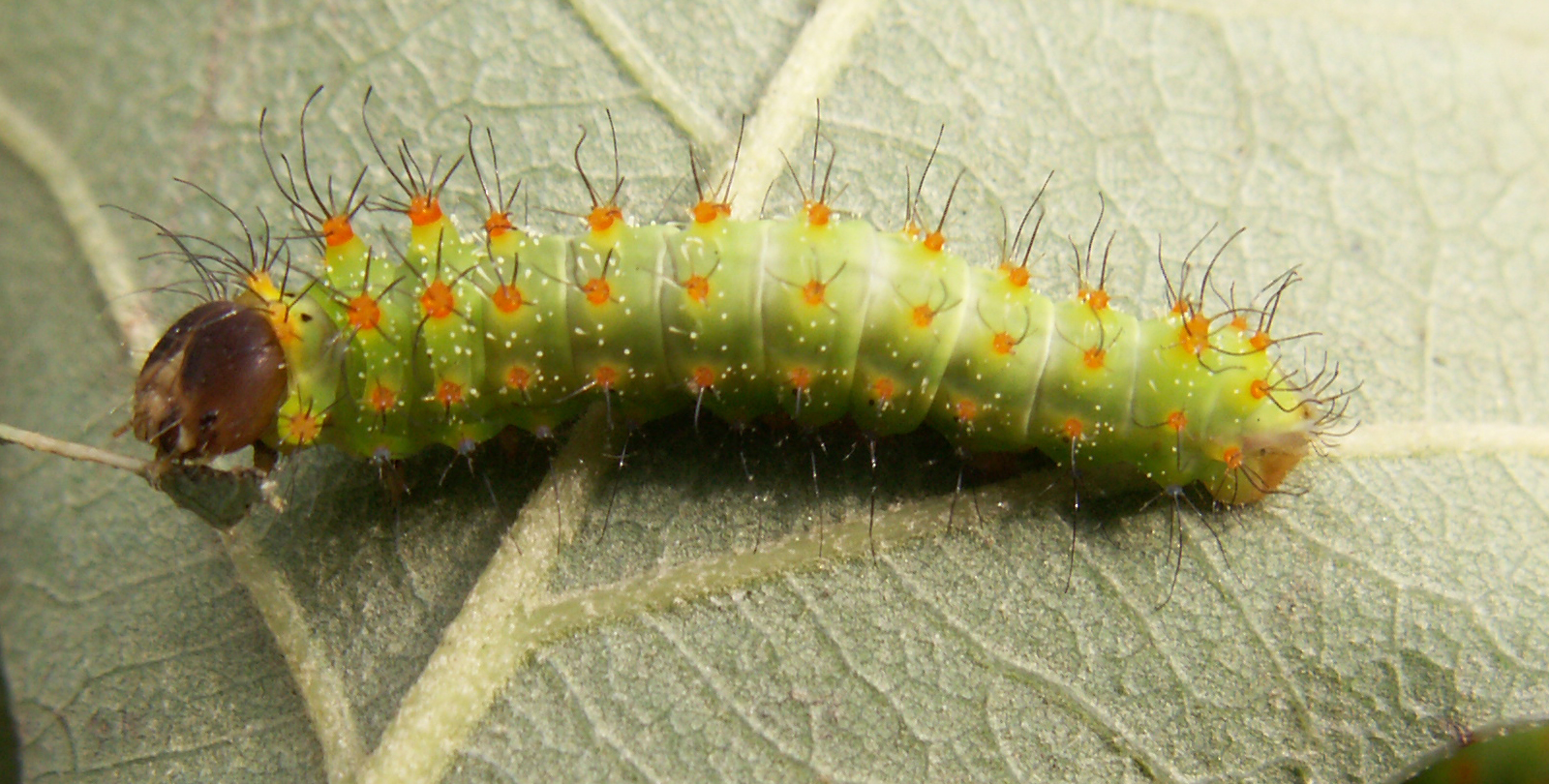
Гусеница второго возраста
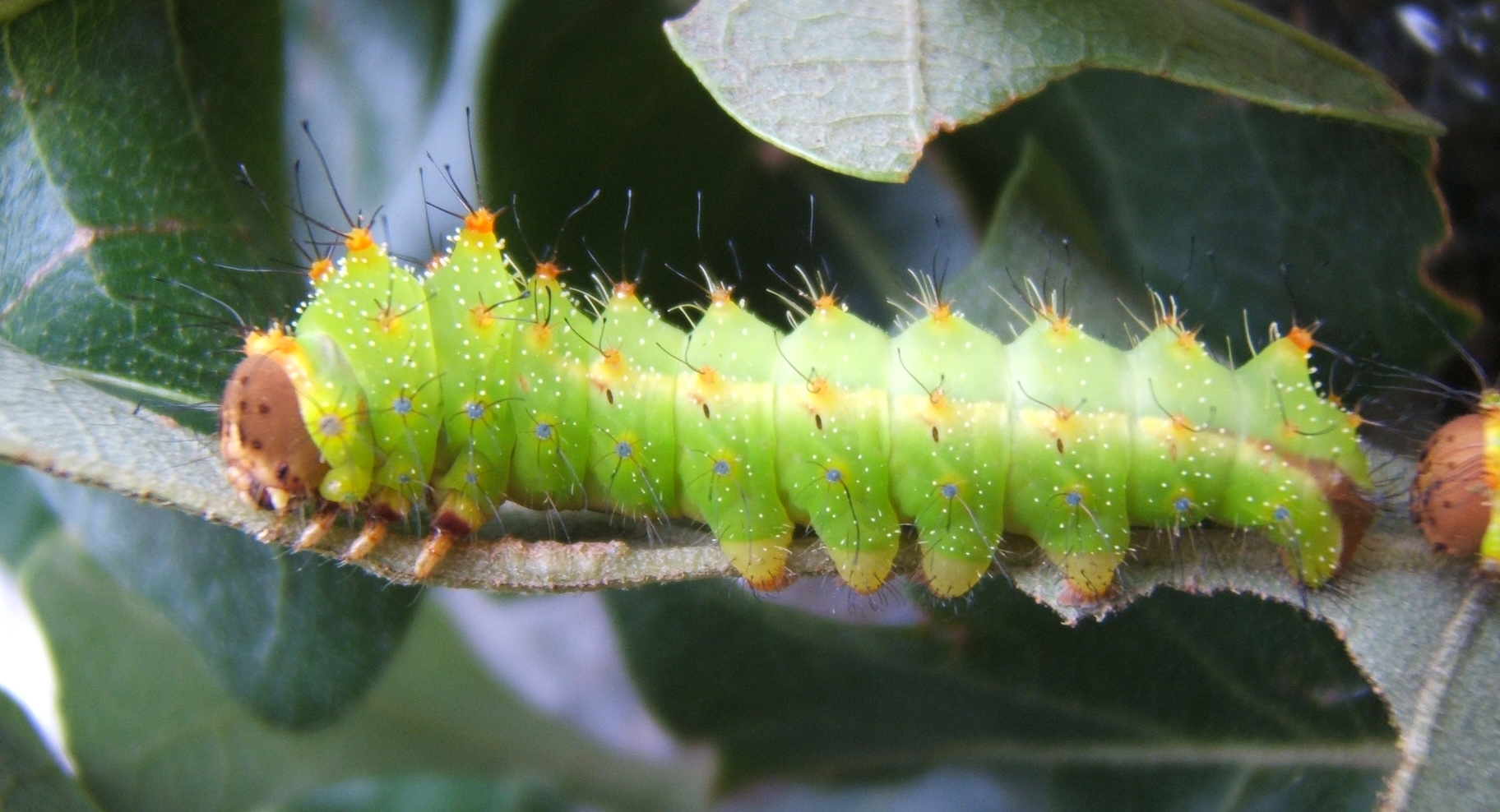
Гусеница третьего возраста
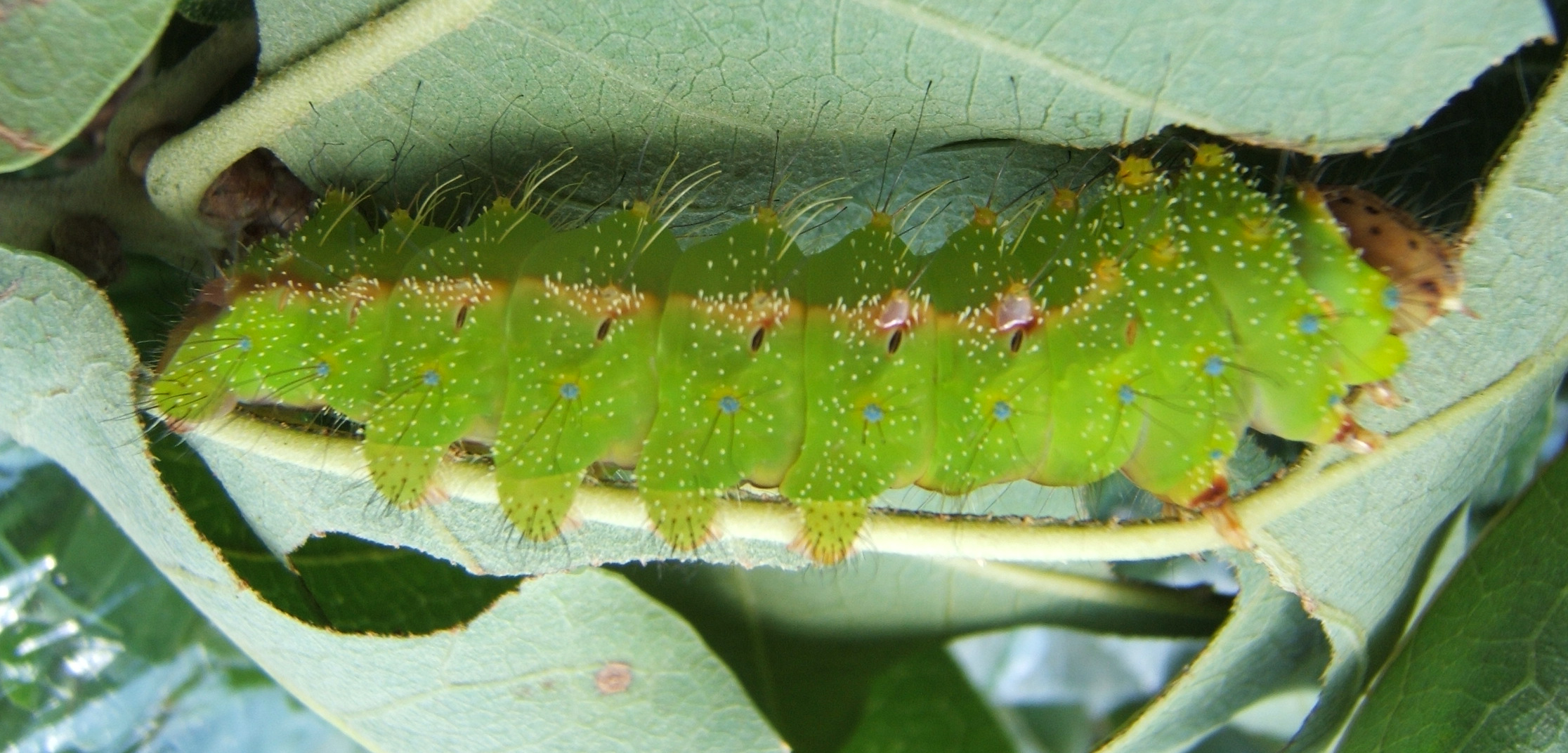
Гусеница четвертого возраста
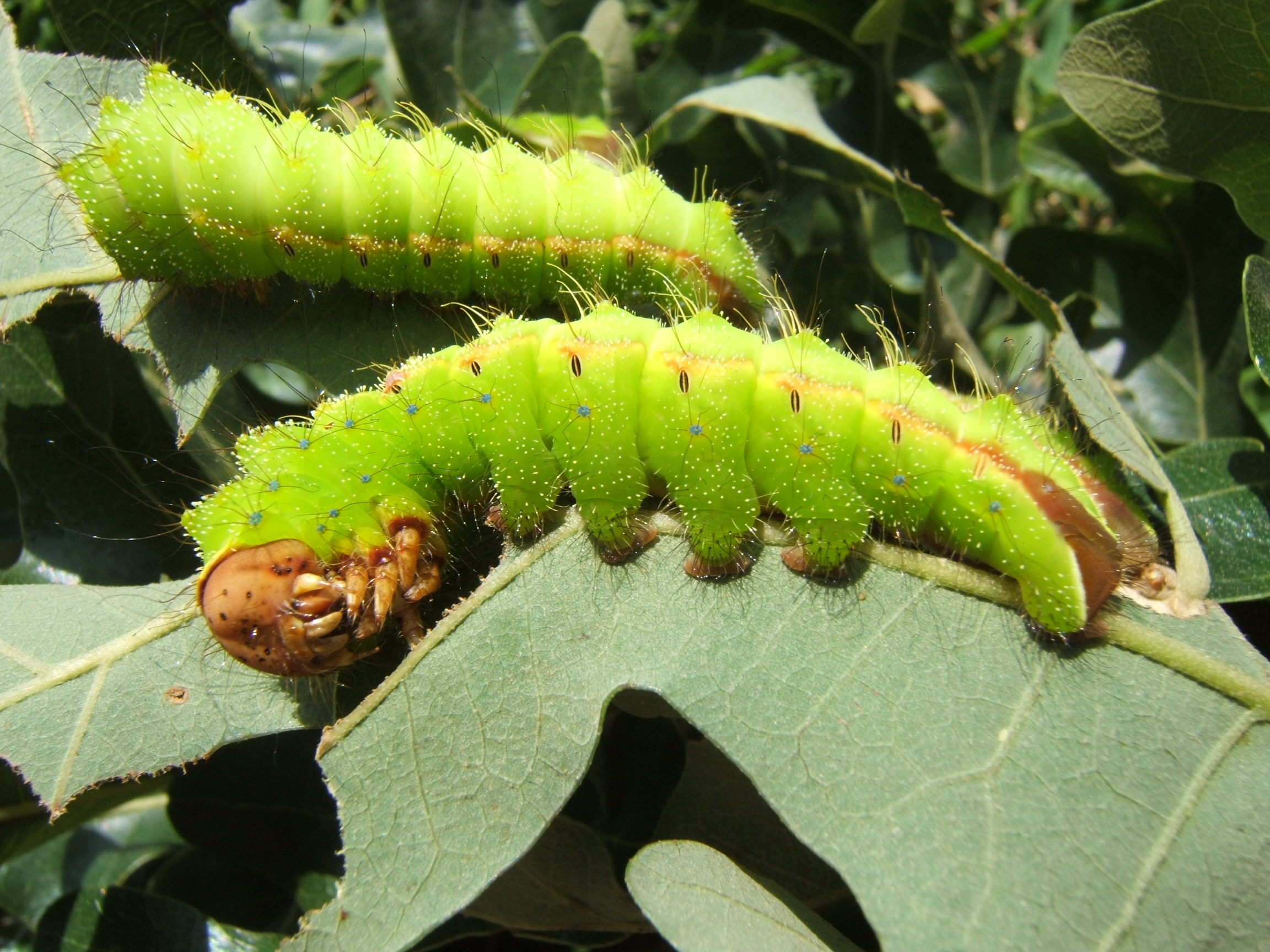
Гусеница пятого возраста
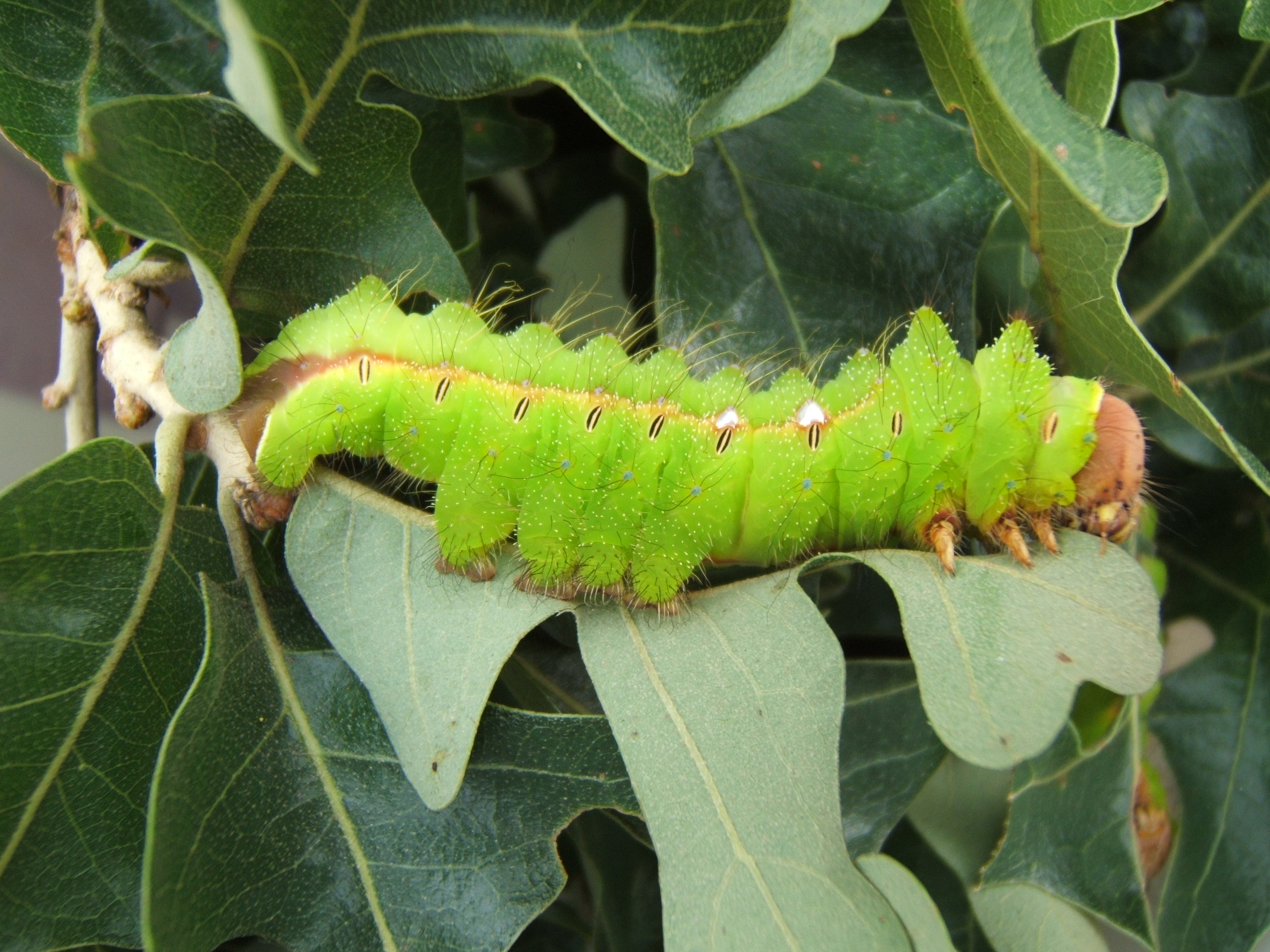
Гусеница шестого возраста
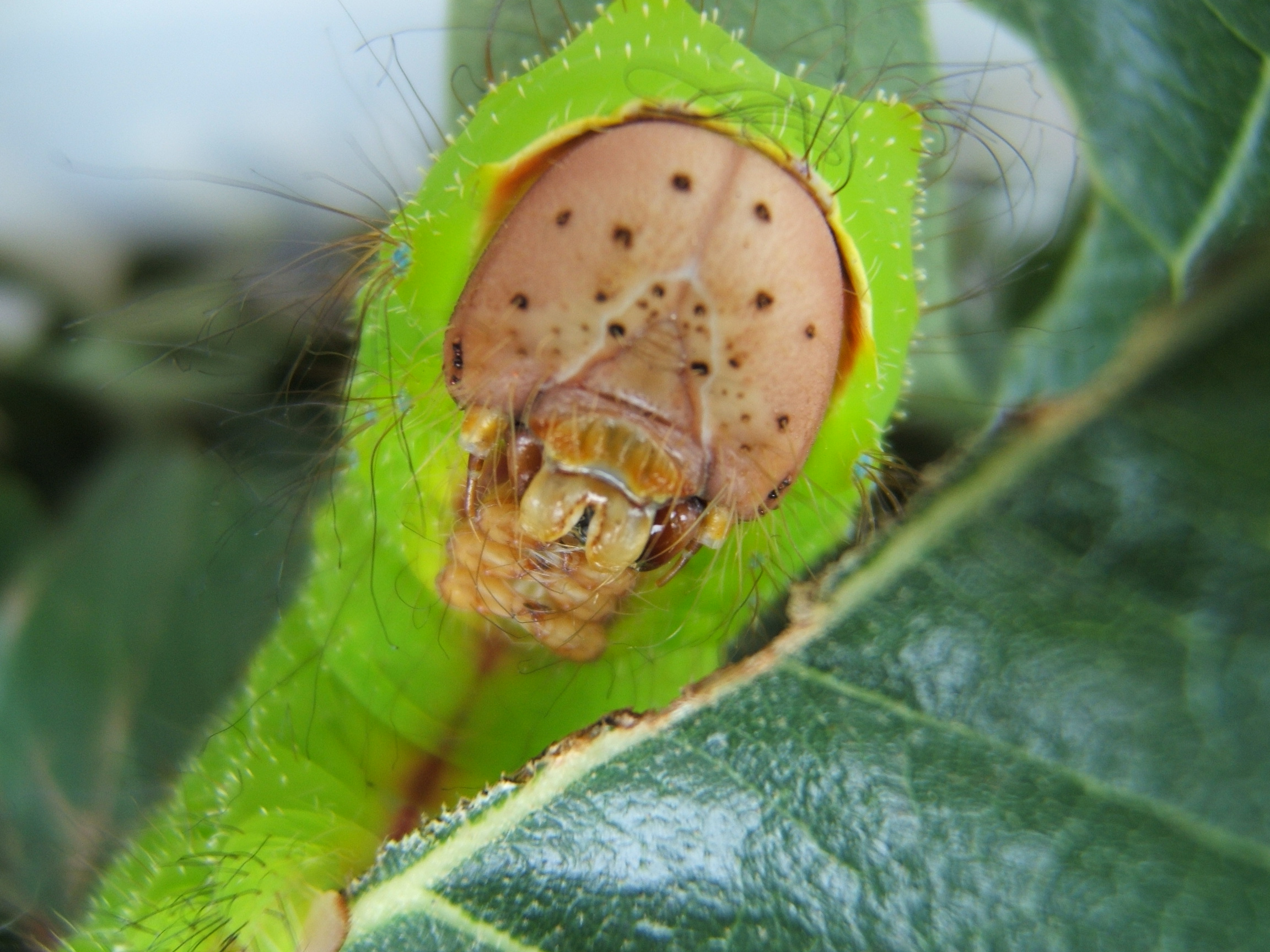
Голова гусеницы крупным планом
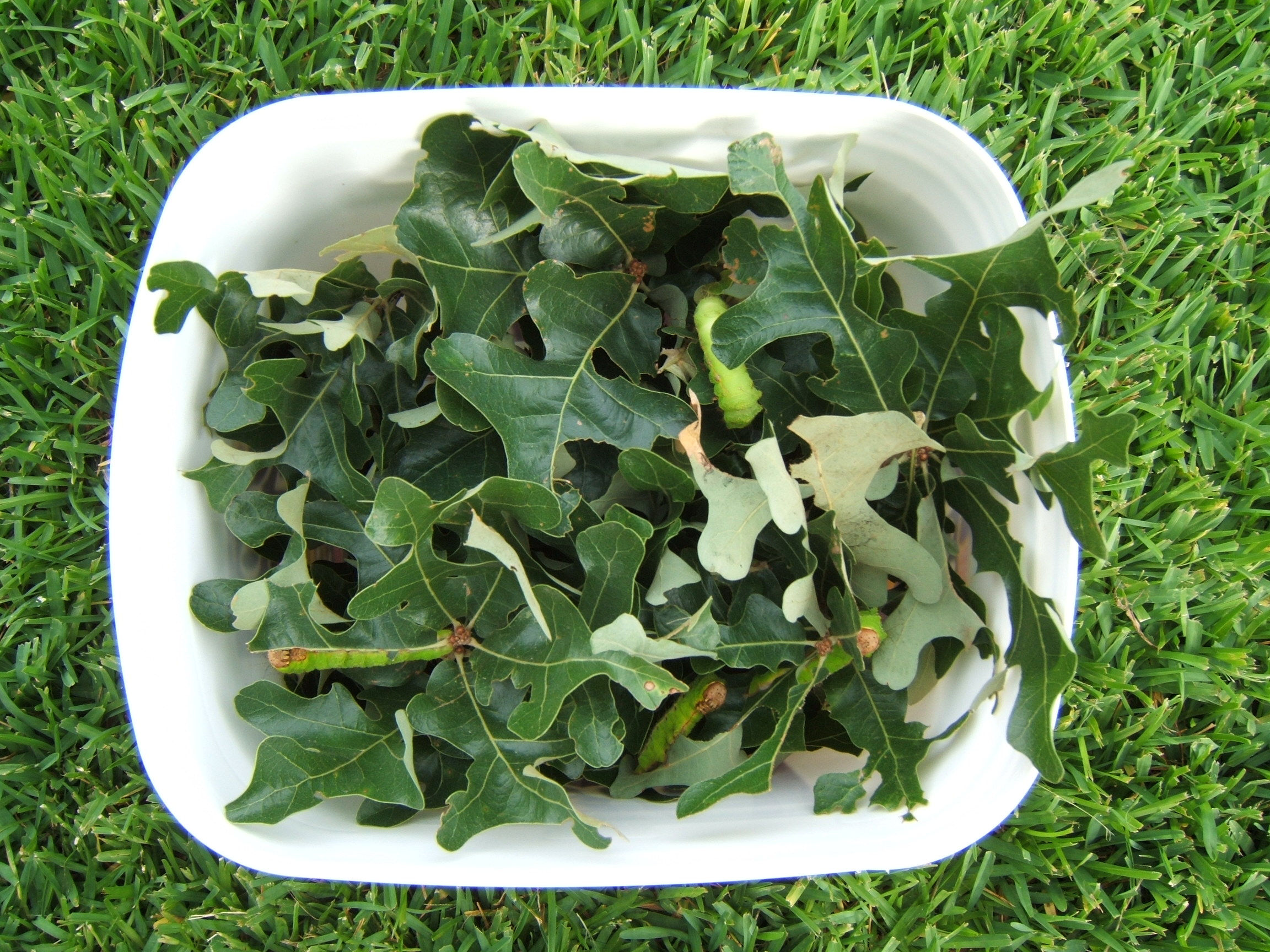
Гусеницы в контейнере с дубовыми листьями